# Giacomo Calò
Giacomo Calò (Trieste, 5 febbraio 1997) è un calciatore italiano, centrocampista del Frosinone in prestito dal Cesena.

## Caratteristiche tecniche
Regista dotato di un'ottima visione di gioco, è un abile assist-man ed è bravo nei tiri da calci piazzati. Per le sue caratteristiche è stato paragonato ad Andrea Pirlo.

## Carriera
Cresciuto nel settore giovanile della Sampdoria, il 6 luglio 2016 viene ceduto in prestito al Pontedera, con cui inizia la carriera professionistica. Dopo una stagione da titolare, il 21 luglio 2017 passa alla Juve Stabia, con cui due anni più tardi ottiene la promozione in Serie B. Il 26 luglio 2019 viene acquistato dal Genoa, con cui firma un quadriennale, rimanendo comunque in prestito al club campano. Nonostante sia stato il miglior assist-man del campionato nella sua prima stagione nella serie cadetta, non riesce a evitare la retrocessione per il club campano, arrivata all'ultima giornata.
A fine prestito fa ritorno al Genoa, e il 16 settembre 2020 viene ceduto in prestito al Pordenone, in Serie B. Il 14 luglio 2021 passa, sempre a titolo temporaneo, al Benevento.
Il 26 agosto 2022, si trasferisce al Cosenza, in Serie B, con la formula del prestito con obbligo di riscatto. Con il club calabrese, raccoglie in tutto 58 presenze ed un goal in due stagioni.
L'11 luglio 2024, viene acquistato a titolo definitivo dal Cesena, neopromosso in Serie B, con cui firma un contratto triennale.
Il 7 agosto 2025 si trasferisce in prestito al Frosinone.

## Statistiche

### Presenze e reti nei club
Statistiche aggiornate al 17 maggio 2025.
| Stagione           | Squadra            | Campionato         | Campionato | Campionato | Coppe nazionali | Coppe nazionali | Coppe nazionali | Coppe continentali | Coppe continentali | Coppe continentali | Altre coppe | Altre coppe | Altre coppe | Totale | Totale |
| Stagione           | Squadra            | Comp               | Pres       | Reti       | Comp            | Pres            | Reti            | Comp               | Pres               | Reti               | Comp        | Pres        | Reti        | Pres   | Reti   |
| ------------------ | ------------------ | ------------------ | ---------- | ---------- | --------------- | --------------- | --------------- | ------------------ | ------------------ | ------------------ | ----------- | ----------- | ----------- | ------ | ------ |
| 2016-2017          | Pontedera          | LP                 | 30         | 1          | CI+CI-LP        | 1+2             | 0               | -                  | -                  | -                  | -           | -           | -           | 33     | 1      |
| 2017-2018          | Juve Stabia        | C                  | 19+2       | 0          | CI+CI-C         | 2+1             | 0               | -                  | -                  | -                  | -           | -           | -           | 24     | 0      |
| 2018-2019          | Juve Stabia        | C                  | 34         | 4          | CI+CI-C         | 2+1             | 0               | -                  | -                  | -                  | SC-C        | 2           | 0           | 39     | 4      |
| 2019-2020          | Juve Stabia        | B                  | 33         | 4          | CI              | 1               | 0               | -                  | -                  | -                  | -           | -           | -           | 34     | 4      |
| Totale Juve Stabia | Totale Juve Stabia | Totale Juve Stabia | 86+2       | 8          |                 | 7               | 0               |                    | -                  | -                  |             | 2           | 0           | 97     | 8      |
| 2020-2021          | Pordenone          | B                  | 27         | 0          | CI              | 1               | 0               | -                  | -                  | -                  | -           | -           | -           | 28     | 0      |
| 2021-2022          | Benevento          | B                  | 31+3       | 0          | CI              | 2               | 0               |                    | -                  | -                  |             | -           | -           | 36     | 0      |
| 2022-2023          | Cosenza            | B                  | 24+1       | 0          | CI              | -               | -               | -                  | -                  | -                  | -           | -           | -           | 25     | 0      |
| 2023-2024          | Cosenza            | B                  | 32         | 1          | CI              | 1               | 0               | -                  | -                  | -                  | -           | -           | -           | 33     | 1      |
| Totale Cosenza     | Totale Cosenza     | Totale Cosenza     | 56+1       | 1          |                 | 1               | 0               |                    | -                  | -                  |             | -           | -           | 58     | 1      |
| 2024-2025          | Cesena             | B                  | 34+1       | 2          | CI              | 1               | 0               | -                  | -                  | -                  | -           | -           | -           | 36     | 2      |
| 2025-2026          | Frosinone          | B                  | 0          | 0          | CI              | -               | -               |                    | -                  | -                  |             | -           | -           | 0      | 0      |
| Totale carriera    | Totale carriera    | Totale carriera    | 271        | 12         |                 | 15              | 0               |                    | -                  | -                  | -           | 2           | 0           | 288    | 12     |

## Palmarès

### Club

#### Competizioni nazionali
- Serie C: 1

Juve Stabia: 2018-2019 (girone C)